# Ахмад (емір Криту)
Ахмад I ібн Умар (араб. أحمد بن عمر بن شعيب; д/н — бл. 940) — 7-й володар Критського емірату в 925—940 роках.

## Життєпис
Син еміра Умара II. Посів трон 925 року після свого небіжа Алі I. Доклав значних зусиль для відродження господарства, велику увагу приділяв розвитку сільського господарства, суднобудівництву, піднесенню ремісництва.
З 930 року розпочав значні морські походи проти візантійських володінь. Вони здійснювали майже кожного року. В результаті протягом панування Ахмада I спустошення зазнали Південна Греція, Афон, Аттика і Афін, захід Малої Азії. Це суттєво наповнювало скарбницю емірату. При цьому його політична вага знову зросла.
Помер близько 940 року. Йому спадкував син Шу'яб II.